# Удо (острів)
Удо (кор.: хангиль: 우도, ханча: 牛島, букв. «Острів корів»), або острів У, також інколи Сосом (소섬), — острів у провінції Чеджу в Південній Кореї. Він розташований за 2,8 кілометра від острова Чеджу, та є другим найбільшим островом у провінції.
Цей острів є одним з найпопулярніших напрямків для відвідувачів Чеджу, у 2016 році його відвідали 2,23 мільйона відвідувачів. Острів відомий своїми пляжами, кам'янистими скелями та печерами. До острова ходять пороми, на самому острові пропонується оренда велосипедів та громадський транспорт.

## Загальна інформація
Як «Удо», так і «Сосом» перекладаються, як «острів корів». Якщо дивитись на острів зі сторони, вважається, що острів схожий на корову, що лежить. На початку 1900-х острів також згадувався, як «Йонпьон» (연평, 演坪).
Удо — вулканічний острів. За винятком піків— Соморіорим (소머리오름) та Удобон (우도봉, 牛島峰), острів є відносно пласким. Приблизно 71 % поверхні острова плаский та використовується для сільського господарства. Більша частина берегу острова кам'яниста, з гострими скелями та навіть печерами. На острові нема річок чи джерел. Єдине джерело питної води — дощова вода.
У 2010 році, на острові жило 1 575 осіб: 756 чоловіків, 819 жінок. Острів поділений на чотири адміністративних райони. За підрахунками 40 % прибутку мешканців надходить з сільського господарства, решта — з риболовлі. Острів відомий за вирощуваними на ньому арахісом та часником. Хеньо (жінки-дайвери) займаються збиральництвом по берегах острова. На острові розводять свиней, худобу. Є початкова та середня школа.
Колишній острів Піяндо нині з'єднаний з Удо на сході перешийком.

## Історія
Є свідчення про приватну діяльність окремих осіб з 1698 року нашої ери. У 1840 році було дозволено селитись на острові.
У 1914 році острів став частиною Йонпьон-рі, Гуджва-мьон, повіт Чеджу[уточнити переклад]. У 1946 році, острів став частиною Йонпьон-рі, Гуджва-мьон, повіт Пукчеджу. У 1986 році, острів став окремою одиницею Удо-мьон, частиною повіту Пукчеджу. У 2006 році, Удо-мьон увійшов до складу міста Чеджу.

## Туризм
Удо — одне з найвідвідуваніших місць провінції Чеджу. У 2016 році на острові побували 2,23 мільйона відвідувачів. Острів багатьма вважається мальовничим, на ньому знімають дорами та кінофільми.
Пороми курсують раз на пів години між Чеджу та Удо, з 9 ранку до 5 вечора. На Удо є два порти: Чонджін та Хаумоктон. Повідомляється, що дорога в один бік триває приблизно 15 хвилин. На острові є сервіси оренди велосипедів та електричних велосипедів. Також є автобуси. На острові вводились обмеження на оренду машин та всюдиходів, бо через велику кількість туристів виникали затори та шум.
Острів входить до пішохідного маршруту Чеджу Олле. Маршрут проходить вздовж берега острова. Аби обійти весь острів, потрібно приблизно від 4 до 5 годин.

## Галерея

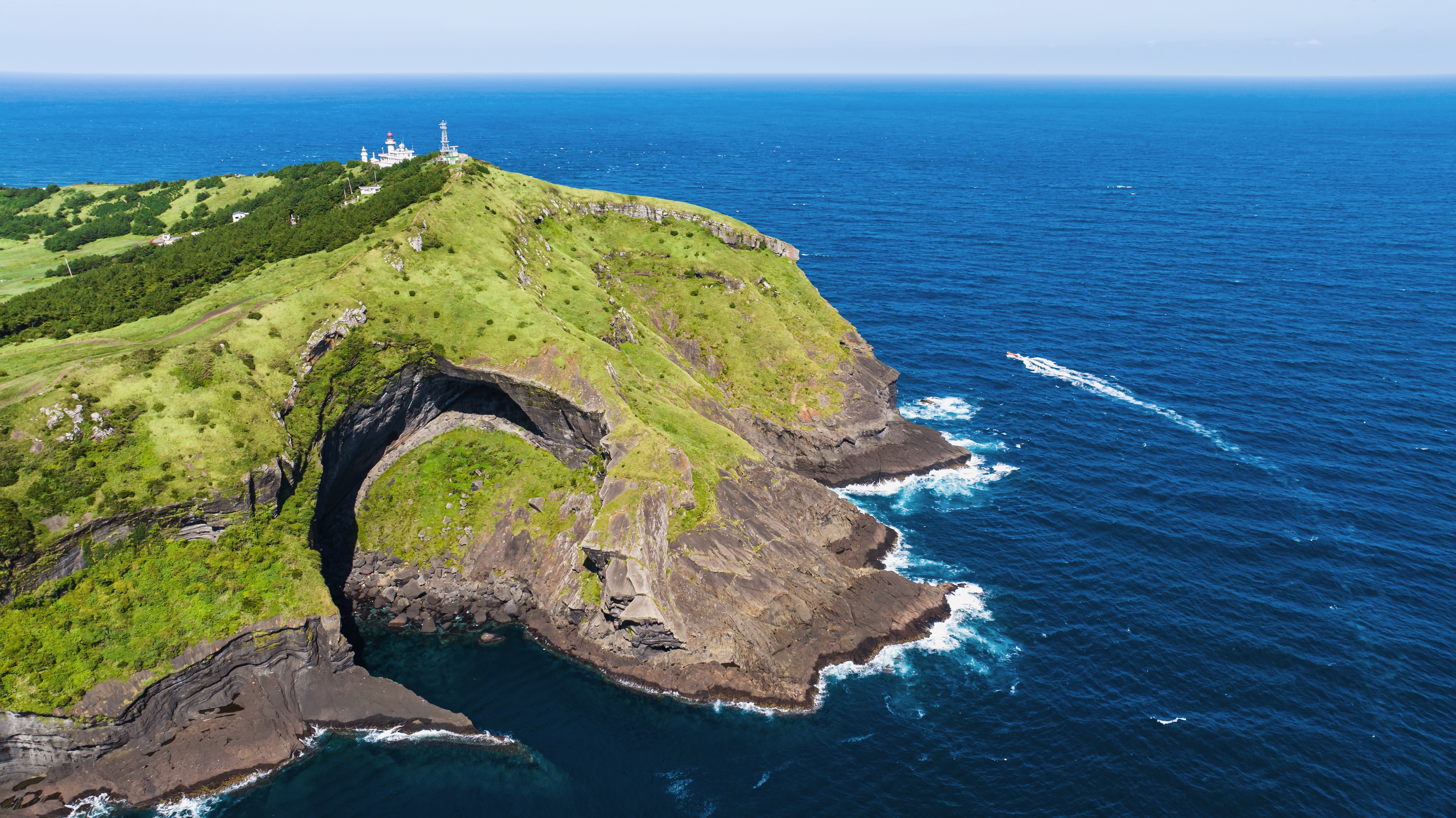
Вид на острів з повітря (2023)
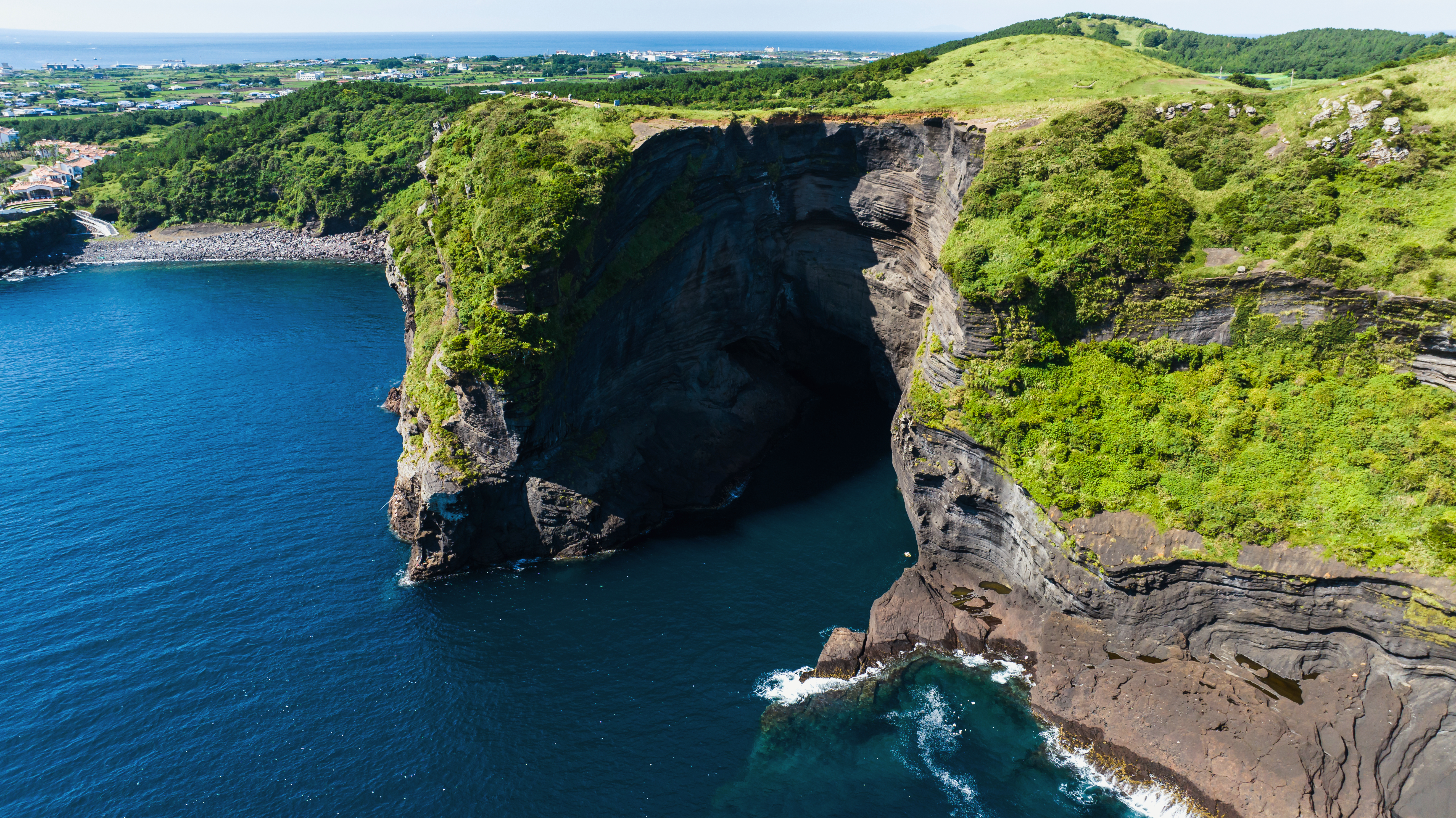
Скелі на острові (2023)
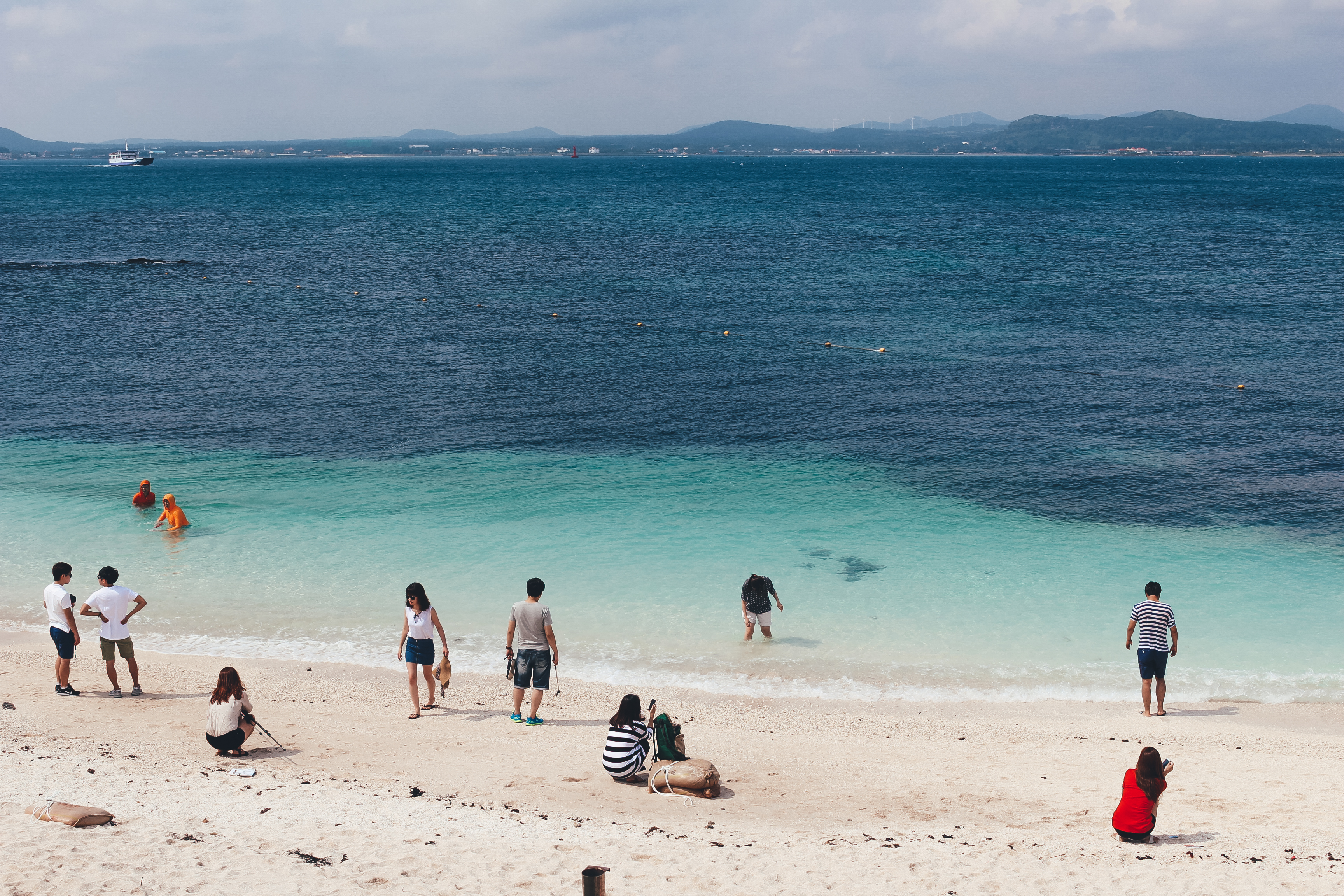
Білий пляж у Собінбекса (2014)
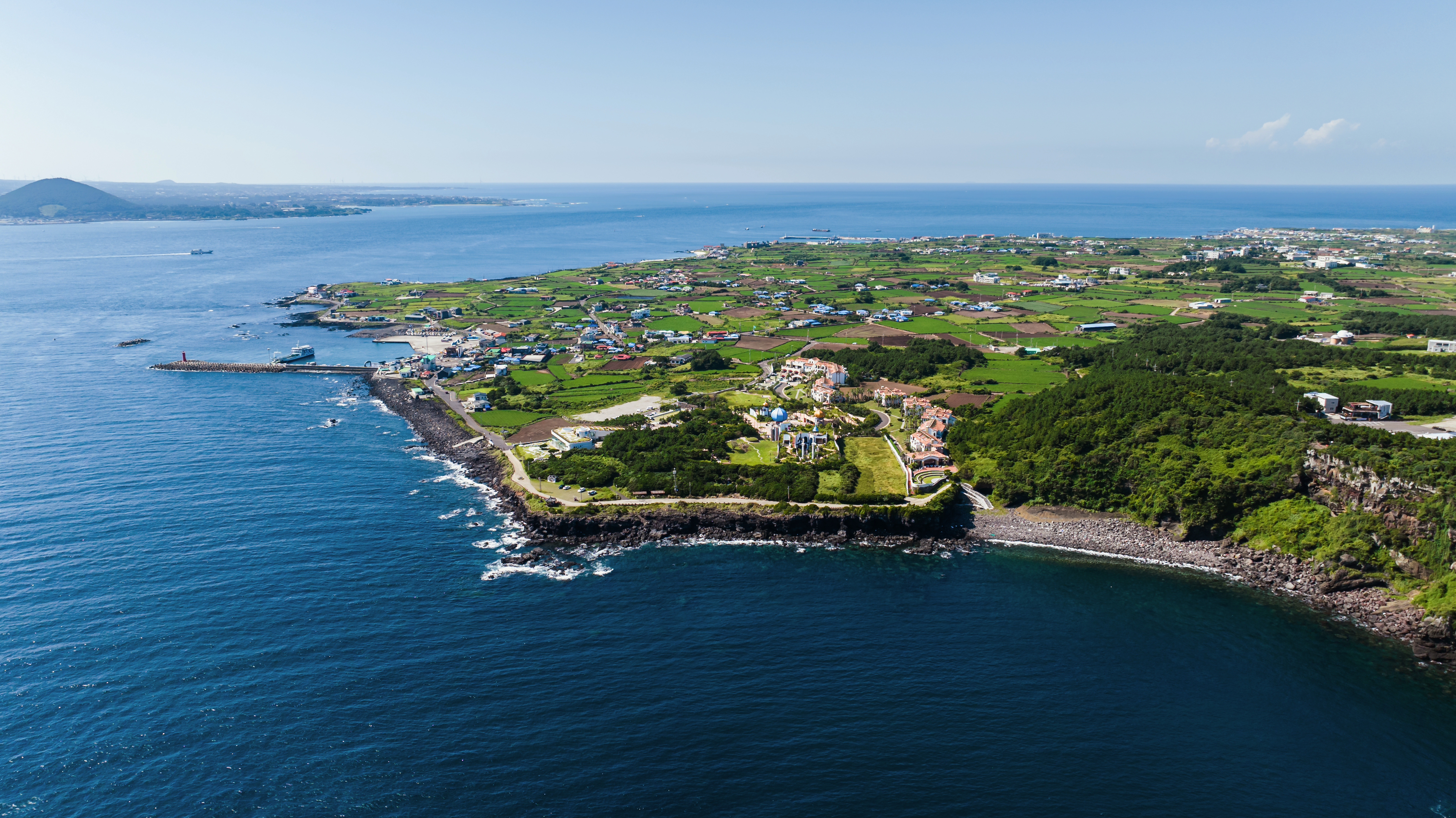
Поселення та рівнина на острові (2023)